# Nuestra Señora de la Flor de Lis

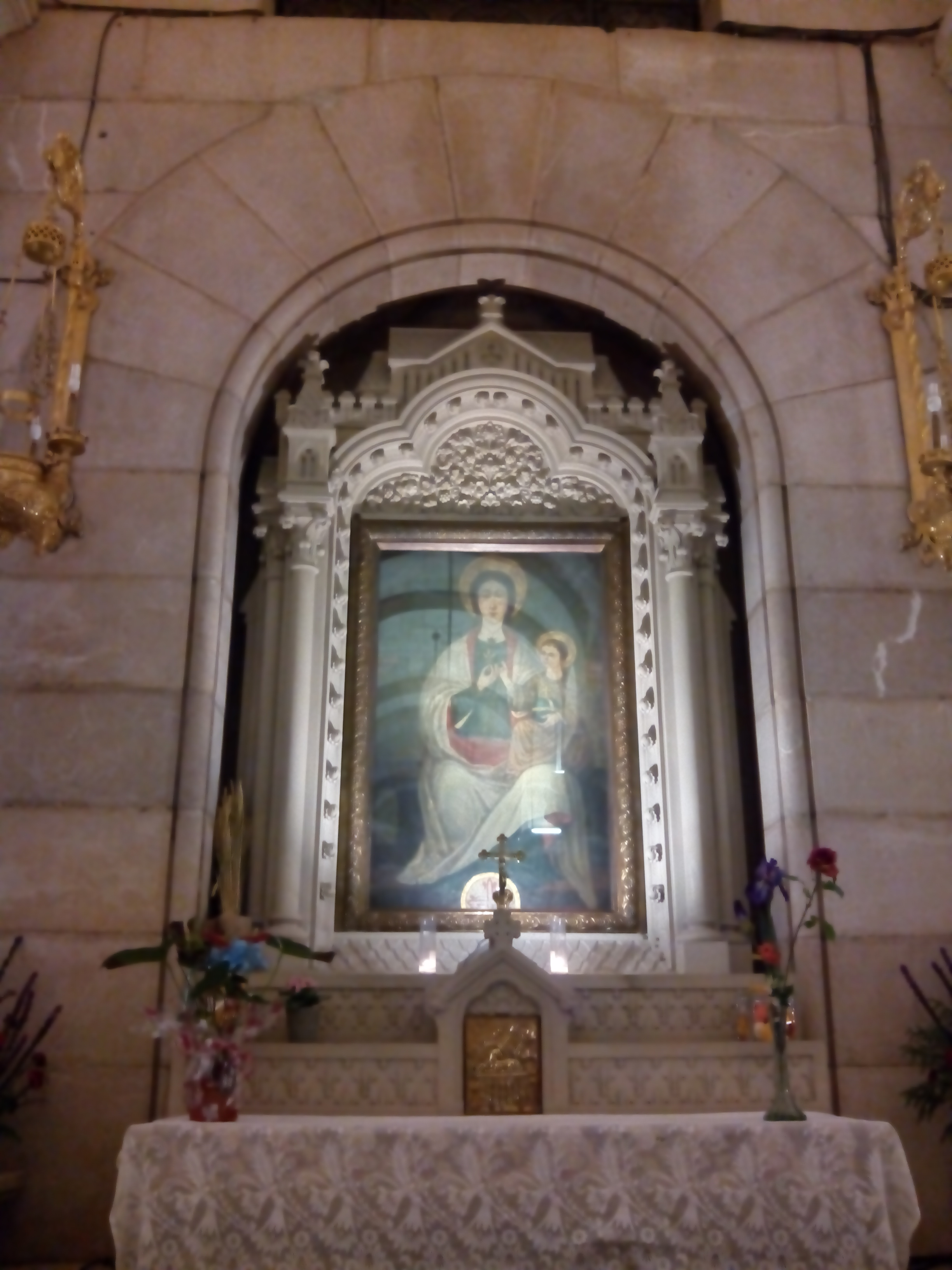
Nuestra Señora de la Flor de Lis. Localización actual en la cripta de la Catedral de la Almudena.

Nuestra Señora de la Flor de Lis es un fragmento de una pintura mural, visible ahora como obra enmarcada que, según las últimas dataciones, se sitúa en el siglo XIII, es decir, en un período de transición entre el tardorrománico y el gótico. Se trata de uno de los pocos ejemplos de restos pictóricos del románico que hay en la Comunidad de Madrid. Originariamente estaba en la desaparecida Iglesia de Santa María de la Almudena, que fue demolida como parte de los planes urbanísticos del siglo XIX.
En su origen formaba parte de la pintura mural que decoraba el ábside de dicho templo, donde se descubrió en 1623 al retirar las tablas de un retablo. En 1638 fue arrancada y trasladada a los pies del templo. Al ser derribado este, en 1868, pasó a la iglesia del Sacramento y de allí en 1911 se trasladó a la cripta de la Catedral de la Almudena.

## Características
Se trata de una imagen frontal de la Virgen María con el Niño sobre las rodillas. La flor de lis que sujeta con la mano derecha explica el nombre por el que la imagen será conocida desde el siglo XVII, cuando comenzó a recibir culto. Según la tradición católica, la flor de lis con su blancura y sus tres pétalos representan la triple virginidad de la Virgen antes, durante y después de dar a luz a Jesucristo. Con influencias de la pintura francesa de estilo gótico lineal, se encuentra alterada por los sucesivos traslados y repintes. Tiene un aliento que recuerda al estilo bizantino, lo que ha inducido a algunos al error de datarla antes del siglo XIII.